# Hamptophryne boliviana
La rana de hojarasca boliviana (Hamptophryne boliviana) es una especie de anfibio anuro de la familia Microhylidae. Se distribuye por las selvas de la Amazonía oriental y septentrional en Venezuela, Guayana Francesa, Surinam, Brasil, Ecuador, Perú, Bolivia y Colombia. Habita en selvas primarias y secundarias en tierras bajas hasta los 400 metros de altitud.
Es una rana mediana midiendo de promedio entre los 32 y 39 mm de longitud, siendo las hembras ligeramente de mayor tamaño. La forma de su cuerpo es compacta y tiene un rostro puntiagudo. Sus flancos son marrón oscuro ofreciendo un fuerte contraste a la coloración dorsal que es marrón clara. El dorso suele presentar manchas oscuras de forma irregular. El vientre es claro con manchas marrones y una línea blanca longitudinal que lo cruza. El iris es cobre con un reticulado negro. El patrón de coloración del vientre la diferencia de otras especies parecidas, además el hecho de que sus dedos no están palmeados la diferencia de Hamptophryne alios y Ctenophryne geayi.
Esta rana es nocturna y terrestre y vive en la hojarasca de los bosques. Puede encontrarse tanto en bosques de várzea como de tierra firme. Su dieta se compone casi exclusivamente de hormigas. Durante la estación húmeda las hembras ponen dos puestas, cada una compuesta de entre 160 y 280 huevos en charcas.
A veces, esta rana vive con tarántulas del especie Xenesthis immanis.  Científicos creen que las ranas comen las hormigas que pueden comer los huevos de la tarántula.